# Les Santes
Les Santes és una festa tradicional i popular que se celebra a la ciutat de Mataró, capital de la comarca del Maresme, entre el 24 i el 29 de juliol, en honor de Santa Juliana i Santa Semproniana, patrones de la ciutat.
Actualment, la Festa Major de Mataró és considerada una de les més potents del calendari català, juntament amb Sant Fèlix a Vilafranca del Penedès o Santa Tecla a Tarragona, assolint la consideració de reconeixement màxim de «festa patrimonial d'interès nacional», atorgada l'any 2010 per la Generalitat de Catalunya. El 27 de juliol és el dia central de la festa, dia de Santa Juliana i Santa Semproniana i és festiu a la ciutat.
Malgrat que el to de la festa ha evolucionat cap a un format de Festa Major, no deixa de ser en essència un format de Festa Patronal.
La política de la Direcció de Cultura ha estat emfatitzar més la part festiva i cultural i ha desdibuixat l'element religiós que en el passat era preeminent en aquesta Festa.
Un exemple és la processó de les Santes que a l'antigor recorria el Centre històric i la gent guarnia portes i balcons en un acte de glòria i festa. Amb el temps aquest acte es va acabar de deixar de fer. De manera testimonial després de la Missa de les Santes es fa un petit acte públic de presentació de les relíquies en format de processó als voltants de la mil·lenària basílica.

## Història
- Article principal: Juliana i Semproniana

Les santes Juliana i Semproniana foren dues màrtirs del cristianisme nascudes a Iluro –l'actual Mataró– a l'últim quart del segle II. Foren dues deixebles de sant Cugat que l'any 304 van acompanyar-lo fins a Sant Cugat –llavors Castrum Octavium–, on va ser decapitat. Les dues joves van enterrar cristianament el cos del sant. Però, la guàrdia les va sorpendre i en ser acusades de cristianes, van ser també degollades allà mateix.
A partir d'un estudi fet el 1772 per part del frare Joan Gaspart Roig i Jalpí, en què es defensava el seu origen mataroní, la ciutat de Mataró va iniciar una disputa amb Sant Cugat per reclamar les relíquies de les Santes. Una part d'aquestes relíquies arribaren a Mataró el 25 de juliol del 1772 en una urna d'argent, que es treuen a la processó de les Santes cada any. El 1835, la resta de les relíquies van ser traslladades a Santa Maria de Mataró, tornant a estar totes reunides. El 1852 van ser proclamades patrones de la ciutat de Mataró per Pius IX.
L'any 1961, l'historiador Lluís Ferrer Clariana va publicar el llibre Testimonis del culte a les santes Juliana i Semproniana (Mataró: Impremta Minerva).
Aquesta festa entesa com s'entén actualment té el seu origen l'any 1979 quan un grup de joves vinculats al Foment Mataroní i sota el lema "Les Santes: fem-ne festa major" van iniciar el repte de crear la festa major dins el període democràtic que feia poc que s'havia recuperat. Des de l'any 1979 Les Santes han anat incorporant molts actes al seu programa i s'hi han anat afegint molts elements festius.

## Les comparses
- La Família Robafaves i els nans: és un grup de gegants de Mataró, formada per en Robafaves, el cap de família; la seva dona, la Geganta; la seva filla, la Toneta i el marit d'aquesta, en Maneló, a més de tota una cort de nans que sempre els acompanyen ballant alegrament i que contrasten amb la solemnitat dels gegants.
- Momerota i Momeroteta: Momerota és la primera figura de foc que recupera la ciutat, l'any 1979. Té un ball propi alegre i vistós, i l'acompanya la música de la gralla i el tabal. Momeroteta és la filla de la Momerota. Va néixer l'any 1982. També té música de gralles i tabal i ball propis.
- L'Àliga: recuperada l'any 1987, tot i que la figura està documentada des del segle xvii, és la comparsa més solemne i representa al ciutadà en els actes que hi tenen presència els membres del consistori. Els seus moviments i balls són majestusos i elegants. Els músics que l'acompanyen són els ministrils, que toquen fiscorns, tarota, tarota tenor, tiple i tabal.
- El Drac de Mataró i la colla infantil del Dragalió: Aquesta figura està inspirada en el drac que hi ha al casc d'en Robafaves, i aparegué a la ciutat als voltants de Sant Jordi de l'any 1991. Li agrada sortir de nit i compartir els seus balls de focs amb la gent ben a la vora. Pren un protagonisme especial per la diada de Sant Jordi. Recentment, fruit dels seus festejos de festa major n'ha sortit el petit Dragalió. És el fill del Drac, és una figura de foc infantil juganera i divertida que aparegué per Les Santes de l'any 2007. El Drac i el Dragalió tenen l'acompanyament musical dels tabalers.
- Les Diablesses: és una de les poques colles totalment femenines com a grup de foc partícip de les cercaviles i correfocs de les festivitats. La colla va néixer l'any 1985 i té una música de tabals interpretada pels Tabalers do Maresme, i un ball propi.

Anotacions:
- Dins de la colla de La família Robafaves també hi ha la colla de flabiolaires.
- També participen altres colles, però són independents (no depenen de l'Ajuntament), com la Colla Castellera Capgrossos de Mataró i els Cavallets de Mataró o d'altres que participen en els barris i també només participen quan són convidats a la Festa Major el dia 25 de juliol a l'Escapada a Negra Nit i el dia 26 de juliol a l'acte Correguspira, com els Diables del barri de la Llàntia, o els diables de Mataró, amb el seu drac el Basilisc.[7]

## El Bequetero
El Bequetero va ser compost el 1942 per Gustavo Pascual Falcó, conegut també per ser el compositor de Paquito el Chocolatero, del 1937. Es tracta d'un pasdoble de cercavila, amb ritme, molt simple, energia i que s'enganxa. Originàriament, va ser feta per a les festes de moros i cristians de Cocentaina, província d'Alacant.
Està formada per una introducció de tres compassos binaris de 2/4. El trio segueix el tema principal sense cap transacció, i es repeteix dues vegades. El primer trio és més piano (lent), amb l'acompanyament del compte fins a 15, i el segon té un volum més fort, on se substitueix la trompeta pel trombó. Té un tempo ràpid i constant, no té adorns com els pasdobles taurins, així que és un pasdoble atípic. El tema principal està en sol major. El Bequetero és tocat per instruments de vent i percussió, i acompanyat pels cants del poble que compta fins a quinze flexionant el cos al primer trio. En acabar de comptar es diu "i quinze!" a l'uníson, i tothom comença a saltar embogit amb l'entrada del segon trio. Aquesta frase és coneguda per tots els habitants i molt popular en samarretes o articles de festa major. Fins i tot el Bequetero s'ha tornat l'himne oficiós de la ciutat de Mataró, també altres poblacions com Tarragona han copiat la idea de comptar fins a 15 però amb els compassos de l'Amparito Roca.

## Durada

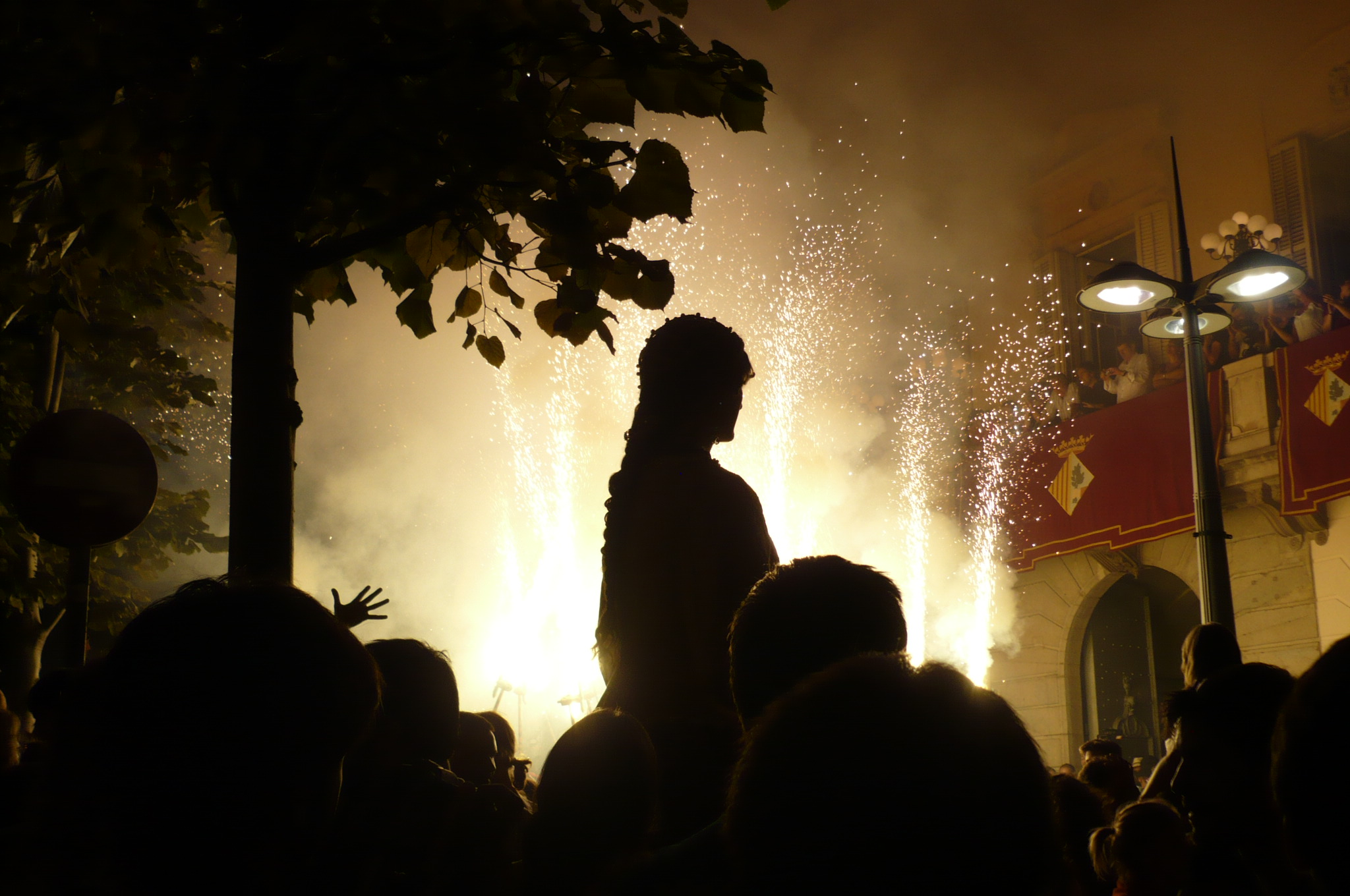
No n'hi ha Prou de Les Santes 2014

La festa, pròpiament dita, té 5 dies de durada i sempre comença el dia 24 fins al 29 de juliol.
Els principals actes són:
- 24: Havaneres.
- 25: Crida a la Festa Major i Nit Boja (Desvetllament Bellugós, Convidada de la Família Robafaves, Escapada a Negra Nit, Pujada Tabalada i La Gran Ruixada).

La Nit Boja dona el tret de sortida a la setmana de Festa Major de la ciutat, i és la nit més forta i popular de totes entre els joves. La Crida es basa en el reclam del poble perquè els gegants es "despertin" i surtin de l'ajuntament després de tant de temps tancats. Així doncs, a dos quarts de dotze, acompanyats del ritme oficial de les Santes, El Bequetero, els gegants baixen el carrer principal del municipi, La Riera. 
Això és el Desvetllament Bellugós, on els gegants giravolten i ballen amb el poble, que salta cada cop que compten fins a 15. Aquest recorregut dura mitja hora, i arriba fins a la plaça de Santa Anna on els gegants es planten i l'Agrupació Musical del Maresme toca una estona. A mitjanit, comença la Convidada de la Família Robafaves, on a la plaça la gent es retroba, fa un veure i gaudeix dels concerts organitzats. 
Tot seguit, sorgeix l'Escapada a Negra Nit, el Correfoc de Les Santes, protagonitzat per la Momerota, l'amfitriona de l'acte, amb la presència de les Diablesses de Mataró i el Drac de Mataró, a banda de comptar amb diverses colles convidades de diables i figures. Aquest recorregut surt des de l'Ajuntament fins a la Riera amunt, segueix pel carrer d'Argentona, el Caminet de les Vinyes, el carrer del Parc, el carrer del Carme, La Riera avall, gira pel carrer d'Onofre Arnau, segueix pel carrer del Bisbe Mas, la plaça dels Bous, la Muralla dels Genovesos, La Riera avall, El Carreró i encesa de la traca final a la plaça de l'Ajuntament.
A continuació, des de l'Ajuntament també, el grup de tabals de les diferents comparses de la ciutat -Tabalers del Drac, Tabalers de la Momerota, i Tabalers Do Maresme-, interpreten el ritme propi de la Pujada Tabalada, pujant un cop més el carrer principal: La Riera. Sense que decaigui les forces ni la nit, ja de matinada s'arriba al Parc Central, on es du a terme La Ruixada, que tanca la nit més boja de l'any a Mataró. 
A La Ruixada hi ha la música més actual del moment, que ha estat donada de la mà d'emissores com Flaix FM o Los Cuarenta Principales. Mentre sona la música i la gent balla sense descans, grans canons ruixen amb aigua a tothom.
- 26: La Barram, De Parranda, Correguspira (Nit Boja per a nens petits) i Ball de Festa Major. La Barram: La plaça de Santa Maria es converteix en punt de trobada per escoltar un concert protagonitzat per les campanes de la basílica. Són la veu de la tradició. La Juliana, la Semproniana, la Carme, la Montserrat, la Miquela, la Candelària i la Madrona, des del capdamunt del campanar, ens anuncien durant mitja hora que avui és la vigília de la Festa Major de Mataró. No hi faltarà el so compassat de vint-i-cinc morterets disparats des de l'Hort del Rector.
- 27: Matinades, Anada a ofici, Missa de Glòria de Les Santes de Manuel Blanch, Passada i Castell de Focs.

La Missa de les Santes és el nom que rep l'ofici litúrgic de la festa que es fa a la Basílica de Santa Maria a les 10 del matí. En el marc del qual s'interpreta cada any la Missa de Glòria composta per Manuel Blanch i Puig en 1848, per a quatre solistes, orgue, cor i orquestra, en un estil italianitzant amb gran influència de Donizetti i Bellini, i que és una de les peces més interessant de la música catalana de l'època. Va ser revisada i reorquestrada per Cristòfor Taltabull i Josep Soler el 1966. El mateix any 1966, es va aconseguir un fet històric per l'impacte aconseguit a la ciutat de Mataró, la gravació de la tradicional "Missa de les Santes". La idea de la gravació va néixer de mans del senyor Montserrat Recoder, president de Caixa Laietana, empresa que va patrocinar la mateixa, i va ser participada per les Cors i Orquestra del Gran Teatre del Liceu, amb la col·laboració del director del Museu Històric Arxiprestal de Santa Maria, i secretari de la junta de l'Acadèmia de les Santes Lluís Ferrer Clariana. Entre els anys 1903 i el 1906 es va deixar d'interpretar la missa per ordres directes del papa Pius X. El vaticà volia promoure una música sacra austera, una política que no anava en acord amb la Missa de Les Santes, una música d'aire belcantista, de ritme viu, melodia encisadora i que utilitza una gran orquestra. Això va fer que el 27 de juliol de 1904 sonés la Missa de Santa Cecília de Gounod, el 1905 va sonar la Missa de Fochini i el 1906 la Missa de Helarion Eslava. Tot i això, l'obra de Blanch ja era una tradició viva de la festa mataronina i els mataronins van remoure cel i terra per aconseguir el permís del papa. Després de les gestions del bisbe de Barcelona, el cardenal Casañas i del sacerdot mataroní Josep Recoder, el papa va concedir un privilegi pontifici que permetia cantar la missa de Blanch a Santa Maria i el 1907 els mataronins la van poder tornar a sentir. Però poc va durar l'alegria dels devots de la Missa de Les Santes, ja que l'any 1909 la Festa Major de Mataró va coincidir amb la Setmana Tràgica i la missa es va suspendre. Entre 1936 i 1938 tampoc es va celebrar la missa per la guerra civil. Les Matinades consisteixen en anunciar als ciutadans de Mataró que el dia central de la festa ha arribat. Diverses colles de grallers surten de diferents indrets de la ciutat interpretant el Toc de Matinades, mentre els voladors esclaten, amb la Basílica de Santa Maria com a destí. Durant el recorregut les Matinades s'aturen en diversos indrets, on els grallers interpreten un parell de peces diferents i els veïns ofereixen menjar i beguda als assistents de l'acte. Aquest s'acaba a les nou del matí a la Plaça de Santa Maria mentre sonen les campanes, que anuncien que ja són santes, i esclaten centenars de voladors al cel mataroní.
- 28: Anada a la Residència, Postal de les Santes, Ball de Dracs, Ball de Requisits de Festa Major i No n'hi ha prou!
- 29: Xeringada, Anem a Tancar, Tronada de Fi de Festa, Espetec final i L'Albada. L'últim dia de festa. A la tarda hi ha l'Anem a tancar, l'última cercavila de les comparses des de l'Ajuntament fins a Can Marfà. Per la gran quantitat de gent que volia provar de dur una figura durant l'acte, des de fa uns anys s'ha organitzat un acte previ a la plaça de l'Ajuntament perquè durant una hora grans i petits intentin aixecar una figura o córrer amb una massa encesa: l'Enfigura’t. La nit acaba amb la Tronada de fi de festa, el ball de l'Espetec final i l'Albada.

En els darrers anys, però, s'han consolidat en el programa diversos actes la data de celebració dels quals és variable en funció del calendari: així, per exemple, el diumenge anterior al dia 27 se celebra la Diada Castellera de Les Santes, o la Gegantada, el dissabte anterior.

## Beguda típica
La juliana és la beguda típica de la festa, és un combinat dolç a base de granissat de maduixa, suc de taronja, cava i una barreja de tres licors (ginebra, rom i vodka) que causa una ràpida pujada al cap. Una de les seves creadores és Tere Almar, tècnica de Cultura, qui s'inspirà en la barreja de La Patum de Berga. La serveixen únicament als Requisits de Festa Major, el dia 28 a la nit, aquesta exclusivitat a ser consumida i preparada només un cop a l'any la fa encara més especial. Des de la seva creació s'havia descartat rotundament la possibilitat de fer-ne pública la recepta, però el 2015 pel 20è aniversari de La Juliana es va fer pública la recepta al programa oficial de la festa major, amb la intenció que la pugui consumir tothom tot l'any en esdeveniments especials i que sigui la beguda oficial de la ciutat.
Des de l'any 2011 es venen fins a mil litres de Juliana durant la nit del 28 de juliol.

## La Dormida
És l'anada a dormir de les comparses institucionals de la ciutat. Se'n fan el 25 de juliol després de la Crida, el 27 al migdia i a la tarda, tot i que aquesta darrera és un xic diferent, el 28 al migdia se'n fa una d'informal i sense les Diablesses i el 29 de matinada se'n fa una dins del No n'hi ha prou i sense les colles infantils.
A la dormida del 27 a la tarda, les figures no s'esperen totes davant de la façana de l'Ajuntament sinó que van entrant una rere l'altra, fan els seus balls propis i van a dormir. A més la presència de la colla de Cavallets i dels Capgrossos de Mataró no permeten que sigui una dormida entesa com una dormida en què només hi participen les colles institucionals.

## Anècdotes, incidents i suspensions
El 2001 la Festa Major fou protagonista d'una polèmica arran d'una empastissada amb nata que va tenir com a objectiu el regidor de cultura Remigi Herrero. Els fets es van produir mentre la comitiva municipal es dirigia a la basílica de Santa Maria per assistir al tradicional ofici. Un grup de militants de l'organització Maulets del Casal Independentista Fèlix Cucurull els va sortir al pas, increpant-los en senyal de protesta contra el programa de les festes i, aprofitant l'avinentesa, Joan Jubany va precipitar un plat de nata a la cara d'Herrero, a qui acusava d'haver-lo enganyat. Mesos més tard, el fiscal va sol·licitar al jutge imposar una multa de 180 euros a l'inculpat.
El 2020, a causa de la pandèmia de la COVID-19 es va cancel·lar la Festa Major, cosa que no havia succeït mai des d'ençà que es va restablir el 1979.
També Les Santes s'han suspès en altres condicions com va passar amb la Setmana Tràgica que va succeir l'any 1909 del 25 de juliol al 2 d'agost del mateix any.
Una altra suspensió de Les Santes va ser entre el 1936 i 1938 a causa de la Guerra Civil Espanyola.

## Premis
- Guanyador dels premis ARC 2015 a 'Millor programació de festa major'.[11]